# Johan Gädda
Johan Gädda, född på 1400-talet, död 1454–1455, var en svensk häradshövding, riksråd och riddare.

## Biografi
Johan Gädda var son till häradshövdingen Nils Gädda. Han nämns första gången 1415 och var något av åren mellan 1421–1433 häradshövding i Lösings härad. Gädda blev var från 1435 till 1453 riksråd och var från 28 april 1448 till 1449 riddare. Han avled mellan 1454–1455.

### Egendom
Gädda hade Fållnäs i Sorunda socken som sätesgård. han ägde även jord i Konga härad, Norra härad och Södra Vedbo härad i Småland, i Björkekinds härad i Östergötland, i Trögds härad i Uppland och i Örebro härad i Närke.

### Familj
Gädda gifte sig första gången senast 22 mars 1422 med Katarina Eriksdotter, dotter till riddaren Erik Stensson (Bielke) och Birgitta Magnusdotter.
Han gifte sig andra gången i slutet av 1420-talet med Elin Brade, dotter till riddaren Axel Brade och Holgerd Holgersdotter. De fick tillsammans dottern Anna Johansdotter som var gift med riddaren Gregers Matsson (Lillie).
Gädda gifte sig tredje gången senast 1441 med Katarina Bengtsdotter, dotter till Bengt Königsmark och Ingrid Karlsdotter (Gädda). De fick tillsammans dottern Kristina Johansdotter som var gift med Arvid Trolle och Katarina Johansdotter som var gift med Johan Bese